# Champions Trophy der Damen 1987
Die 1. Champions Trophy der Damen im Hockey fand vom 21.  bis zum 27. Juni 1987 in Amstelveen statt. Es wurden noch keine Platzierungsspiele ausgetragen.

## Teilnehmer
- Niederlande (Weltmeister 1986, Olympiasieger 1984 und Gastgeber)
- Kanada (Dritter der Weltmeisterschaft 1986)
- Australien
- Großbritannien
- Südkorea
- Neuseeland

## Ergebnisse
| Pl. |                | Sp. | Tore  | Dif. | Pkt. |
| --- | -------------- | --- | ----- | ---- | ---- |
| 1.  | Niederlande    | 5   | 21:3  | + 18 | 10   |
| 2.  | Australien     | 5   | 15:6  | + 9  | 7    |
| 3.  | Südkorea       | 5   | 14:10 | + 4  | 5    |
| 4.  | Kanada         | 5   | 8:9   | - 1  | 5    |
| 5.  | Großbritannien | 5   | 6:7   | - 1  | 3    |
| 6.  | Neuseeland     | 5   | 1:30  | - 29 | 0    |

| 21. Juni 1987  |           |                |
| Neuseeland     | 0:8 (0:3) | Australien     |
| Südkorea       | 4:0 (1:0) | Kanada         |
| Niederlande    | 4:0 (2:0) | Großbritannien |
| 22. Juni 1987  |           |                |
| Neuseeland     | 0:5 (0:3) | Großbritannien |
| Niederlande    | 4:1 (2:0) | Kanada         |
| 23. Juni 1987  |           |                |
| Südkorea       | 1:3 (0:1) | Australien     |
| 24. Juni 1987  |           |                |
| Neuseeland     | 0:5 (0:2) | Kanada         |
| Großbritannien | 0:1 (0:1) | Australien     |
| Niederlande    | 5:0 (1:0) | Südkorea       |
| 25. Juni 1987  |           |                |
| Niederlande    | 4:0 (1:0) | Neuseeland     |
| 26. Juni 1987  |           |                |
| Südkorea       | 1:1 (0:0) | Großbritannien |
| Kanada         | 1:1 (0:0) | Australien     |
| 27. Juni 1987  |           |                |
| Neuseeland     | 1:8 (1:5) | Südkorea       |
| Großbritannien | 0:1 (0:0) | Kanada         |
| Niederlande    | 4:2 (2:0) | Australien     |